# Coral Princess
Le Coral Princess est un navire de croisière construit par les Chantiers de l'Atlantique à Saint-Nazaire et mis en service en 2002.

## Présentation
Le navire fait partie de la flotte de Princess Cruises, compagnie maritime américaine de croisière.
Le Coral Princess ainsi que son sister-ship, l’Island Princess, sont les uniques navires de Princess Cruises de classe Sun à avoir été construits en France.
Ils sont les deux seuls de type Panamax ont les dimensions permettent le passage dans les écluses du canal de Panama.

## Histoire
Le 5 mars 2020, le Coral Princess quitte Santiago, au Chili, pour une croisière. Plusieurs cas de contamination au Covid-19 sont constatés à son bord, alors qu'il transporte 1 020 passagers et 878 membres d'équipage. Après avoir été refusé dans plusieurs ports, dont celui de Fort Lauderdale, en Floride, il accoste finalement dans celui de Miami le 4 avril 2020. Deux morts sont alors recensés sur le bateau,. Un troisième décèdera à l'hôpital. Le 9 avril, après avoir débarqué la plupart des voyageurs, le navire repart avec 13 passagers et les membres d'équipage, tous devant respecter une période de quarantaine.
En novembre 2021, Princess Cruises doit annuler trois croisières du Coral Princess prévues au printemps 2022, en raison des incertitudes liées aux restrictions d'entrée des pays.
Le 7 juillet 2022, il fait un voyage en partant de Port Douglas. Quelques jours plus tard, le navire accoste à Sydney avec une 118 personnes contaminées par le Covid-19 à bord, en majorité des membres de l'équipage,.